# Zarzecze (Stargard)
Zarzecze – osiedle miasta Stargard, położone we wschodniej części miasta, przy drogach krajowych nr 10 i 20 oraz drodze wojewódzkiej nr 106.
Główne ulice:
- Bydgoska
- Marii Skłodowskiej-Curie
- Robotnicza
- Na Grobli